# Callopistria dapsilis
Callopistria dapsilis är en fjärilsart som beskrevs av William Schaus 1911. Callopistria dapsilis ingår i släktet Callopistria och familjen nattflyn. Inga underarter finns listade i Catalogue of Life.